# Dactylolabis (Dactylolabis) subdilatata
Dactylolabis (Dactylolabis) subdilatata is een tweevleugelige uit de familie steltmuggen (Limoniidae). De soort komt voor in het Palearctisch gebied.